# Stadion NŠC Stjepan Spajić
El Stadion NŠC Stjepan Spajić es un estadio de fútbol ubicado en la ciudad de Zagreb, Croacia. Es el estadio en el que disputa sus partidos el club NK Hrvatski Dragovoljac, de la Liga croata, fue inaugurado en el año 2000 y posee una capacidad para 5000 espectadores.
El estadio lleva el nombre de uno de los fundadores y luego dueño del club Stephen Spajić, fallecido el 21 de agosto de 2004 en las mismas instalaciones del club.